# 다이노티
다이노티(1992년 4월 7일 ~)는 대한민국의 래퍼다. 2016년 싱글 《곤두세워》로 데뷔했다.

## 방송
- 방구석 래퍼 (2022) - Top16

## 음반
- 곤두세워 (2016)
- Survibe (2016)
- 약하지 않아 (2017)
- Rap ghost (2017)
- Father (2018)
- Night&Day (2018)
- BATTLEGROUNDS (2019)
- Epilogue (2019)
- Curse (2019)
- 자소서 (2020)

## 공연
- 단독 콘서트 'Hello win day1' (2016)
- 단독 콘서트 'Hello win day2' (2017)
- 단독 콘서트 'Fresh' (2018)
- 단독 콘서트 'Hello win day3' (2019)
- 단독 콘서트 'Hello win day : Nevertheless' (2020)
- LIVEVERY HIPHOP CONCERT ‘AXE’ (2022)